# Кулеш, Владислав Вячеславович
Владислав Кулеш (бел. Уладзіслаў Кулеш, род. 28 мая 1996 года, Гомель, Белоруссия) — белорусский гандболист, левый полусредний сборной Белоруссии и немецкого клуба «Мельзунген».

## Карьера
Профессионально начал карьеру в клубе СКА (Минск), где провел 5 сезонов. В 2018 году стал игроком команды «Виве Кельце». В составе польского клуба Кулеш четыре раза выигрывал чемпионат страны, дважды становился обладателем Кубка Польши, играл в «финале четырёх» Лиги чемпионов. В его активе 89 матчей за сборную Беларуси и 332 гола.
Перед началом сезона-2022/23 сменил «Кельце» на немецкий клуб «Ганновер». В сезоне-2023/24 стал лучшим голеадором команды в бундеслиге, забросив 126 мячей, а также самым результативным игроком клуба в Лиге Европы (47 голов). В мае 2025 года Кулеш объявил, что по окончании сезона покинет «Ганновер», поскольку клуб не предложил ему продлить контракт. 
В июле подписал соглашение с немецким «Мельзунгеном». Контракт рассчитан на полгода с возможностью продления. 